# بديل السكر

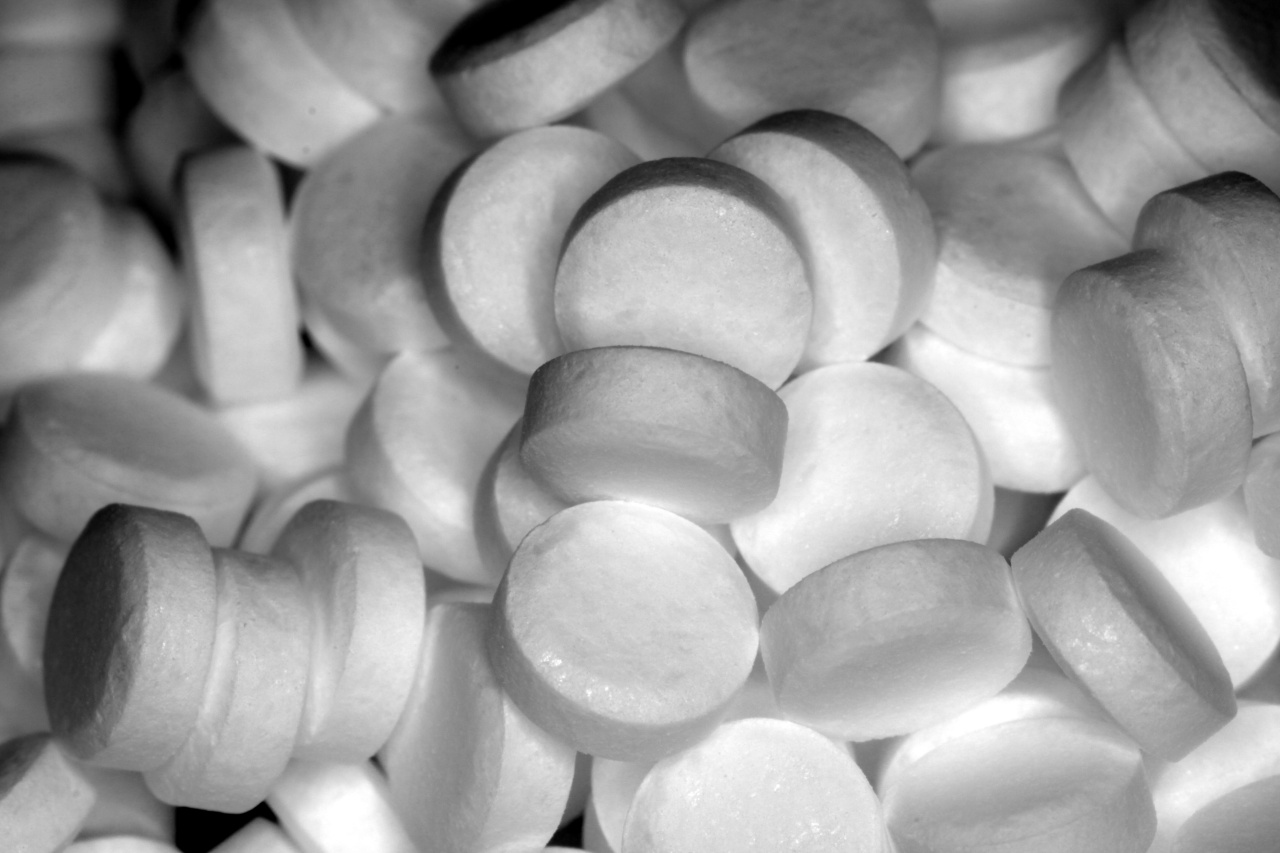

بديل السكر أو المحليات الإصطناعية هي مواد مضافة للأغذية تعطي نفس تأثير السكر على حاسة التذوق (أي أنها مادة محلية)، وعادة ما يكون أقل من السكر من ناحية السعرات الحرارية. بعض بدائل السكر تعدّ طبيعية وبعضها مصنعة. عادة تدعى البدائل غير الطبيعية بالمحليات الصناعية. تعدّ فئة من بدائل السكر بالمحليات عالية الكثافة. وهي مركبات تملك عدة أضعاف من حلاوة السكروز (السكر المعتاد) ولذلك تحتاج كمية أقل من السكر العادي، وبالتالي فإن الطاقة الداخلة الجسم مع الغذاء أو الشاي المحلى ببديل السكر تكون ضئيلة. إن الإحساس بالحلاوة الذي ينتج من المركبات يعدّ في بعض الأحيان مختلف مقارنة بالسكروز، لذلك يستعمل في الكثير من الأحيان ضمن خليط معقد الذي يحقق الإحساس بالحلاوة بشكل طبيعي أكثر.

## أسباب الاستخدام
يستخدم بديل السكر لعدد من الأسباب، بما في ذلك:
- المساعدة في تخفيف الوزن: يختار بعض الأشخاص الحد من استهلاكهم للطاقة الغذائية من خلال استبدال السكر عالي الطاقة أو شراب الذرة بالمحليات الأخرى التي تحتوي على القليل من الطاقة. هذا يجعلهم قادرين على تناول الطعام نفسه الذي يريدونه بشكل طبيعي مع السماح لهم بإنقاص وزنهم وتجنب مشاكل أخرى مرتبطة مع زيادة السعرات الحرارية المتناولة.
- العناية بالأسنان: تعدّ بدائل السكر صديقة الأسنان، لأنها لا تتخمر من قبل البكتيريا أو الأحياء الدقيقة الموجودة على الأسنان. ومن الأمثلة على السكر الذي يمكن أن ينفع صحة الأسنان هو إكسيليتول. يعمل إكسيليتول على منع البكتيريا من الالتصاق بسطح السن، وهذا يمنع من تشكل البلاك الذي يؤدي إلى التسوس في نهاية المطاف. إن الكربوهيدرات والسكر المستهلكة عادة ما تلتصق بميناء الأسنان. يمكن للبكتيريا أن تتغذى على هذا الغذاء والسماح لها بالتكاثر بسرعة. عندما تتغذى البكتيريا على السكر تعمل على تحويله إلى مخلفات حمضية التي تعمل على اضمحلال بنية السن. لا يمكن للإكسيليتول أن يتخمر عن طريق هذه البكتيريا، فتواجه البكتيريا صعوبة بالغة، وهذا يساعد على منع على تكون البلاك.[4]
- داء السكري: مرضى السكري يعانون من صعوبة في تنظيم مستوى السكر في الدم. عن طريق الحد من تناولهم للسكر وتناول المحليات الصناعية يمكنهم الاستمتاع بنظام غذائي متنوع مع تحكم بالسكر المتناول. أيضاً، بعض بدائل السكر تعطي طاقة ولكن تستقلب ببطء أكثر مما يسمح لمستوى السكر في الدم أن يبقى فيي حالة مستقرة مع مرور الوقت.
- رد فعل نقص السكر في الدم نقص سكر الدم التفاعلي: الأشخاص المصابين برد فعل نقص السكر في الدم ينتجون كمية فائضة من الأنسولين بعد امتصاص الجلوكوز بسرعة في مجرى الدم. هذا يؤدي إلى هبوط مستوى السكر في الدم إلى كمية أقل من المطلوبة للجسم السليم ووظائف الدماغز ونتيجة لذلك، مثل مرضى السكري يجب أن يبتعدو عن الاغذية ذات المؤشر الجلايسمي المرتفع مثل الخبز الأبيض، وعادة ما يتم اختيار المحليات الصناعية كبديل لذلك.
- تجنب الأطعمة المصنعة: بعض الأشخاص يمكن أن يختاروا البدائل لتحل محل السكر الأبيض مع سكريات معالجة بشكل طفيف مثل شراب الفواكة أو شراب القيقب.
- التكلفة: إن العديد من بدائل السكر أرخص من السكر، المحليات الصناعية عادة ما تكون أقل تكلفة لأن لها مدة صلاحية طويلة الأمد مع كثافة عالية من التحلية، هذا يسمح لبدائل المحليات أن تستعمل في المنتجات التي لن تنتهي صلاحيتها بعد فترة قصيرة من الزمن.[5]

## المسائل الصحية

### زيادة الوزن واستجابةالإنسولينللمحليات الصناعية
أشارت الدراسات الحيوانية أن الطعم الحلو (الناتج عن المحليات الصناعية) يستحث استجابة الأنسولين في الفئران. ومع ذلك فإن نطاق النتائج على النموذج الحيواني غير واضح عند الإنسان، كما في دراسة على ضخ السكرلوز داخل معدة الإنسان اظهرت عدم وجود استجابة للانسولين من مستقبلات تذوق مماثلة. يؤدي إفراز الانسولين إلى تخزين سكر الدم في أنسجة الجسم (بما في ذلك الدهون) في حالة وجود استجابة إلى المحليات الصناعية، لأن مستوى السكر في الدم لا تتم زيادته وهذا يمكن أن يزيد من هبوط السكر في الدم (Hypoglycemia) أو أن يزيد من مستوى الانسولين في الدم (Hyperinsulinemia) ويزيد من كمية تناول الطعام في وقت الوجبة التالية. الفئران التي زودت بالمحليات ازداد استهلاكها للسعرات بإطراد وازداد وزن جسمها وازدادت السمنة عندها. وعلاوة على ذلك يتم فقدان تدريجي للردود الطبيعية عند تناول الأطعمة السكرية (تناول كميات أقل في الوجبة التالية واستخدام السعرات الحرارية الفائضة لتدفئة الجسم بعد تناول وجبة سكرية).
وقد أظهرت دراسة عام 2005 من قبل جامعة تكساس مركز العلوم الصحية في سان انطونيو أن ازدياد زيادة الوزن والسمنة مرتبطة مع زيادة تناول المشروبات الغازية الخالية من السكر في المجتمع الذي أسست عليه الدراسة. لم تثبت الدراسة إذا ما كان ازدياد زيادة الوزن يؤدي إلى زيادة استهلاك المشروبات الغازية الخالية من السكر أو إذا ما كان استهلاك المشروبات الغازية له تأثير على زيادة الوزن.

## استخدام المحليات الصناعية في صناعة الأغذية
تزداد عملية استبدال السكر أو شراب الذرة في صناعة الغذاء والمشروبات بالمحليات الصناعية في نطاق من المنتجات التي يستخدم فيها السكر بشكل تقليدي.
وفقًا لمحللي السوق مينتل (Mintel ) [الإنجليزية] فإن ما مجموعه 3920 منتج يحتوي على المحليات الصناعية تم إدراجها في أسواق الولايات المتحدة الأمريكية بين عامي 2000 و2005. في عام 2004 وحده أدرج 1649 منتج يحتوي محلي صناعياً. وفقًا لمحللي السوق فريدونيا (Freedonia) فإن تسويق المحليات الصناعية في الولايات المتحدة الأمريكية ينمو بنسبة 8% في كل عام حتى وصل عام 2012 إلى 189 مليون دولار.
يعدّ الاسبرتام المحلي الصناعي الأكثر شهرة حالياً في الصناعة الغذائية في الولايات المتحدة الأمريكية، حيث انخفض السعر بشكل ملحوظ عندما انتهت مدة براءة اختراع شركة مونسانتو عام 1992. مع ذلك، قد يحل السكرلوز قريبًا بدلًا منه نظرًا إلى الإجراءات البديلة لإنشاء براءة اختراع تيت ولايل (Tate &Lyle). بناءً لمورغان ستانلي فإن هذا يعني أن سعر السكرلوز سينخفض بنسبة 30%.
بعض الأغذية التي يشيع استهلاكها مع المحليات البديلة هي المشروبات الغازية الخالية من السكر والحبوب والحلويات الخالية من السكر مثل المثلجات. وقد عثر على محليات بديلة في العديد من المنتجات هذه الأيام نظرًا لخصائصها بانخفاض السعرات الحرارية فيها. وهذا يمكن استعماله كوسيلة إعلان لأخصائيو الحميات أو لمن هم حذرون لتناولهم للسكر. يمكن للأشخاص المصابون بالسكري أن يستفيدوا بشكل كبير من بدائل المحليات التي لا تؤثر على مستوى السكر في الدم بشكل كبير. وهذا يساعد على الحفاظ على مستوى منخفض من الأنسولين المستخدم في الجسم ومستوى السكر في الدم. المحليات البديلة مثل زايليتول وسكرين لها العديد من نتائج الأبحاث الإيجابية التي أظهرت جودتها في منع تسوس الأسنان.

## بدائل السكر التي تستخدم عادة في الغذاء

### أسبرتام
اكتشف الاسبارتم عام 1965 على يد جيمس م. سلاتر في (شركة سيرل) (تم شراؤها لاحقًا من قبل شركة مونسانتو) حيث كان يعمل على عقار مضاد للقرحة وانسكب بعض من الاسبارتم من غير قصد على يده. وقد لاحظ عندما لعق إصبعه أن لها مذاق حلو، عديم الرائحة، مسحوق بلوري أبيض اللون المشتق من حمضين أمينيين: حمض الأسبارتيك وفينيل ألانين. تعادل حلاوته ما يقارب 200 مرة من السكر. ويمكن استخدامه كمحلي على مائدة الطعام أو في الحلويات المجمدة أو الجيلاتين أو المشروبات أو العلكة. يتكسر الاسبارتم إلى إلى أحماض أمينية عند طهيه أو تخزينه في درجات حرارة عالية، وهذا يؤدي إلى تكون نكهة غير مرغوب بها مثل الحلويات المخبوزة. إنه أكثر استقرارًا في الأوساط الحمضية نوعًا ما مثل المشروبات الغازية على الرغم من أنه لا يكوِّن الطعم المر مثل السكرين فإنه قد لا يعطي الطعم الحلو تمامًا مثل السكر عند أكله. ويتم استقلاب الاسبارتم إلى الأحماض الأمينية الأصلية. نظرًا إلى كثافة حلاوته العالية فإننا نحتاج إلى كمية قليلة من الاسبارتم لتحلية المنتجات الغذائية وبالتالي فهي مفيدة للحد من السعرات الحرارية في المنتج.
تمت دراسة سلامة الاسبارتم على نطاق واسع منذ اكشافه مع البحوث التي تشمل الدراسات على الحيوانات، والبحوث السريرية والوبائية ومراقبة ما بعد التسويق. نظرًا إلى كون الاسبارتم واحد من المكونات الغذائية الأكثر اختبارات صارمة إلى الآن. فقد تعرض الاسبارتم إلى مزاعم واعتراضات ضد سلامته، بما في ذلك علاقته المحتملة المؤدية للسرطان، فضلًا عن الآثار الجانبية والعصبية أو النفسية. قام العديد من مراجعة الأقارن باستعراض شامل لمقالات والمقالات المستقلة من قبل الجهات الرقابية الحكومية بتحليل الأبحاث المنشورة عن سلامة الاسبارتم وقد وجد أنه آمن للاستهلاك البشري في المستويات الحالية وقد اعتبر أن الاسبارتم آمن للاستهلاك البشري من قبل ما يزيد عن 100 وكالة تنظيمية في بلدانهم بما في ذلك وكالة المعايير الغذائية في المملكة المتحدة وسلطة سلامة الأغذية الأوروبية (EFSA) ووزارة الصحة الكندية

### سيكلامات
في الولايات المتحدة، منعت إدارة الغذاء والدواء أمريكية (FDA) بيع السيكلامات عام 1970 بعد الفحوصات المخبرية على الفئران حيث كانت نسبة خليط من السيكلامات والسكرين 1:10 مسببة لسرطان المثانة، هو المرض الذي يعدّ أن الفئران معرضة له بشكل خاص. لا يزال يستخدم السيكلامات كمحلي في عدد من الأنحاء في العالم بما في ذلك أوروبا.

### سكارين
كان السكارين أول محلي صناعي وتم تصنيع في الأصل عام 1879 من قبل ريمسن وفهلبيرغ. تم اكتشاف مذاقة الحلو عن طريق الصدفة. تم انشاؤه في تجربة مع مشتقات التولوين. وقد طُورت عملية لإنتاج الساكرين من أنهيدريد فثاليك عام 1950.ويتم انشاؤه حاليًا من هذه العملية والعملية الأصلية التي اكتشف بسببها. تبلغ حلاوته 300-500 ضعف حلاوة السكر (السكروز) وغالبًا ما يستخدم لتحسين طعم معاجين الأسنان والأطعمة والمشروبات الغذائية. يتم تقليل الطعم المر الذي ينتج بعد تناول السكارين بإضافة محليات أخرى. ازداد الخوف من السكارين عند دراسة عام 1960 أظهرت أن مستويات عالية من السكارين قد تسبب سرطان المثانة لدى الفئران المخبرية. عام 1977 حظرت كندا السكارين بسبب البحوث الحيوانية. في الولايات المتحدة، حظرت (FDA) السكارين عام 1977، ولكن الكونغرس تدخل ووضع وفقًا لهذا الخطر وطالب بوضع ملصق تحذيري وطالب المزيد من الدراسات حول سلامة السكارين.
بعد ذلك، تم اكتشاف أن السكارين يسبب السرطان عند ذكور الفئران عن طريق آلية لم يتم إيجادها في البشر. يسبب الفئران ترسبات في البول عند استعمال جرعات عالية، تدمر هذه الترسبات الخلايا المبطنة للمثانة، عندما تتجدد هذه الخلايا تتشكل الأورام (regenerative hyperplasia). وفقًا للوكالة الدولية لبحوث السرطان وهي جزء من منظمة الصحة العالمية «تراجع السكارين وأملاحه من مجموعة 2B الممكن تسببها بالسرطان للإنسان إلى مجموعة 3 غير المصنفة بالمواد المسرطنة للإنسان على الرغم من الأدلة الكافية على أنها مسببة للسرطان عند الحيوانات لأنها مسببة للسرطان من خلال آلية تفاعل DNA ليس لها صلة بالبشر بسبب الاختلافات المهمة في تكوين البول».
عام 2001 ألغت الولايات المتحدة شرط ملصقة التحذير، في حين سبقت FDA رفع خطرها 1991. ومعظم باقي الدول سمحت بالسكارين أيضًا، ولكن مع التقيد بالكميات المستهلكة. في أن بلاد أخرى قد حظرت ذلك صراحة.
وقد أزالت وكالة حماية البيئة (EPA) السكارين وأملاحه رسميًا من قائمة المكونات الخطرة والمنتجات الكيميائية التجارية.
في 14 ديسمبر 2010 صرحت وكالة حماية البيئة (EPA) أن السكارين لم يعد يعدّ خطرًا محتملًا على صحة الإنسان.

### ستيفيا
لقد استخدمت ستيفيا كمحلي طبيعي في أمريكا الجنوبية منذ قرون واستعملت في اليابان منذ 1970. نظرًا لخصائصها الفريدة من انعدام المؤشر الجلايسيمي في الدم وانعدام السعرات الحرارية. سرعان ما أصبحت شعبية في العديد من الدول. في عام 1987 أصدرت إدارة الغذاء والدواء (FDA) حظر على ستيفيا بسبب عدم اعتمادها كمضاف غذائي. لقد وافقت (FDA) على إعطاء موافقة «عدم ممانعة» في ديسمبر 2008 على منتج Trovia المحتوي على مزيج من ريبيانا واريثريتول (المطور من قبل كارجل وكوكاكولا) بعد أن قدمت بشكل متكرر مع كميات كبيرة من البيانات العلمية التي تثبت أنه لا يوجد أي أثر جانبي من استخدام ستيفيا كمادة للتحلية من شركات مثل كارجيل وكوكاكولا. وPurevia (المطور من قبل بيبسي كولا وشركة الأرض للتحلية وهي شركة تابعة) وكلاهما استخدم rebaudioside وهو مشتق من نبات ستيفيا.

### سكرالوز
هو سكر مكلور حيث تصل حلاوته أكثر من سكر المائدة ب 200 مرة. مصنوع من السكروز تستبدل مجموعات الهيدروكسل ب 3 ذرات كلوراين. يستعمل في المشروبات والحلويات المجمدة والعلكة والمنتجات المخبوزة وغيرها من الأطعمة. خلافًا للمحليات الصناعية الأخرى فإن السكرالوز مستقر عند تعرضه للحرارة وبناء على ذلك يمكن استخدامه في المخبوزات والمنتجات المقلية. يمتص ما يقارب 15% من السكرالوز في الجسم. أما الباقي فيخرج من الجسم دون أن يطرأ عليه تغيير. وافقت إدارة الغذاء والدواء على السكرالوز عام 1998.
يدور معظم الجدل حول المحلي الصناعي (سبيلندا) [الإنجليزية] السكرالوز ليس حول سلامته، بل حول تسويقه. لقد تم تسويقه تحت شعار «سبليندا مصنوع من السكر، لذا فإن نكهته مثل السكر». يحضر السكرالوز من نوعين من السكر، إما سكروز أو رافينوز [الإنجليزية]. مع إيثر سكر قاعدي. العملية تستبدل 3 مجموعات من الهيدروكسل (اوكسجين-هيدروجين) في السكر مع 3 ذرات كلوراين.
تم إنشاء موقع «حقائق حول سكر سبليندا» " truth about splenda " عام 2005 من قبل جمعية السكر، منظمة تمثل مزارعين الشوندر السكري وقصب السكر في الولايات المتحدة. للتزويد بوجهة نظر عن السكرالوز. في ديسمبر عام 2004 نشرت خمسة إدعاءات كاذبة من قبل جمعية سكر معارِضة لمصنعي سبليندا (Merisant and McNeil Nutritionals) متعلقة بالشعار «مصنوع من السكر، لذا فإن نكهته مثل السكر». أمرت المحاكم الفرنسية بعدم استعمال هذا الشعار في فرنسا. بينما في الولايات المتحدة توصلت إلى تسوية سرية.
يوجد بعض المخاوف المتعلقة بالسكرالوز والطريقة التي يمثل فيها غذائيًا تشير إلى وجود انخفاض بالسمية. فعلى سبيل المثال إن السكرالوز غير قابل للذوبان في الدهن نهائيًا وبالتالي فهو لا يتراكم في الانسجة الدهنية. وبالإضافة إلى ذلك إن السكرالوز لا يتكسر وسوف يتحلل وتنفصل جزيئات الكلوراين في ظروف لم يتم العثور عليها خلال عملية الهضم العادية (أي تعريض المسحوق لحرارة عالية).

### خلات الرصاص الثنائي
خلات الرصاص (الذي يسمى أحياناً سكر الرصاص) هو بديل سكر صناعي مصنوع من الرصاص، مهم تاريخيًا بسبب استخدامه الواسع النطاق في الماضي، مثل الرومان القدماء، استخدمت خلات الرصاص كمادة للتحلية تنتج في نهاية المطاف التسمم بالرصاص لأي فرد اعتاد أن يستهلكه. تم استبعاد خلات الرصاص كمحلي صناعي في معظم أنحاء العالم بعد أن ظهرت سميت مركبات الرصاص العالية بوضوح.